# Подмиль
Подмиль (словен. Podmilj) — поселення в общині Луковиця, Осреднєсловенський регіон, Словенія. 
Висота над рівнем моря: 472,5 м.